# Yatsuka (Shimane)
Yatsuka (八束町 Yatsuka-chō?) era un pueblo localizado en el distrito de Yatsuka, en la prefectura de Shimane, Japón.

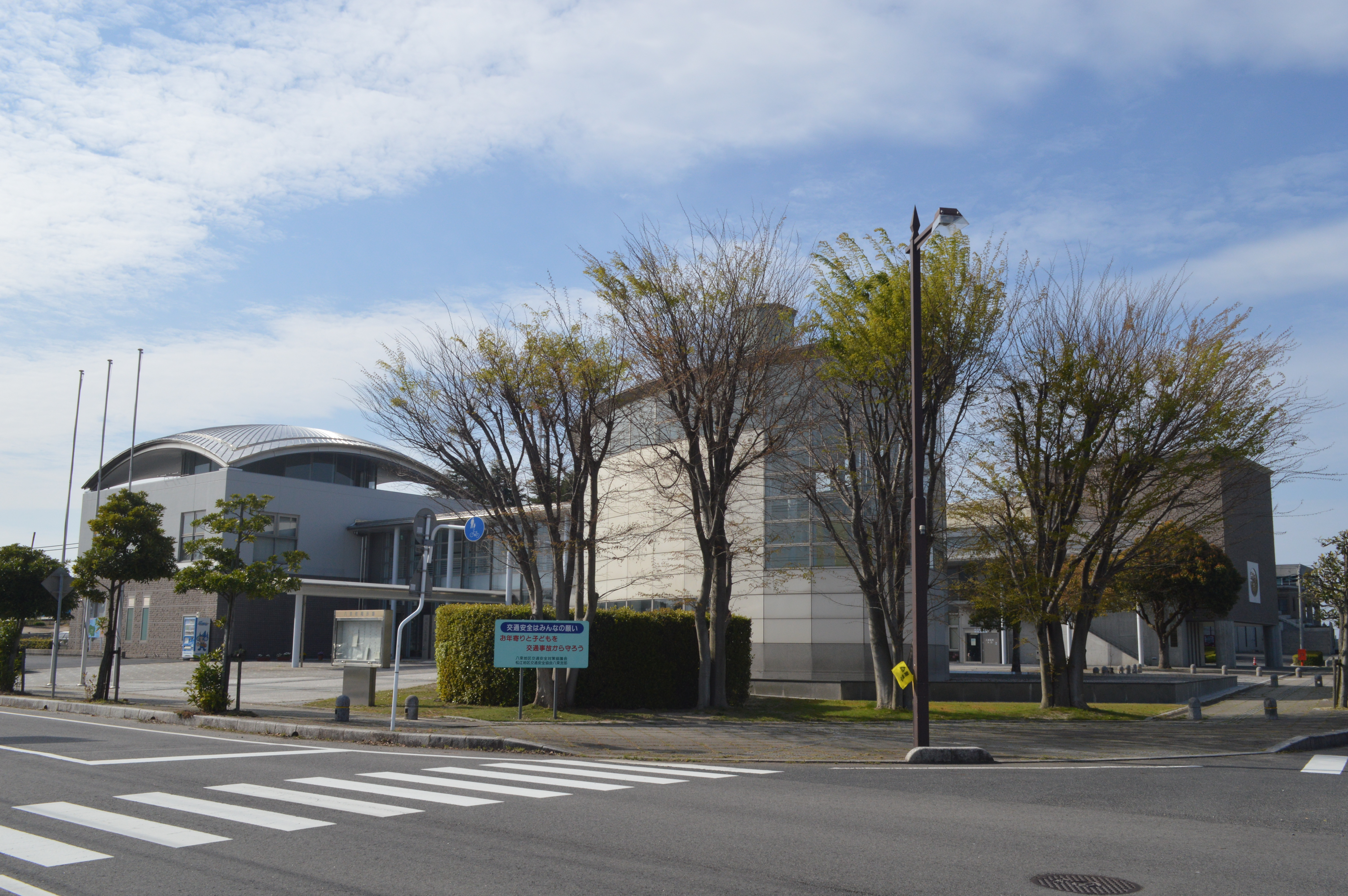
Considero que esta imagen debería ser agregada en el artículo para que los lectores tengan un claro ejemplo y una referencia del lugar del cual se está hablando en el artículo.

A partir del 2003, el pueblo tuvo una población estimada de 4535 habitantes y una densidad de 132.87 personas por km². El área total fue de 34.13 km².
El 31 de marzo de 2005 Yatsuka, junto con los pueblos de Kashima, Mihonoseki, Shimane, Shinji, Tamayu, y la villa de Yakumo del distrito de Yatsuka se fusionaron con la ciudad de Matsue.
- Datos: Q8050273